# 1973-1974シーズンのNBA
1973-1974シーズンのNBAは、NBAの28回目のシーズンである。

## シーズン前

### ドラフト
ドラフトではダグ・コリンズがフィラデルフィア・76ersから全体1位指名を受けている。またカーミット・ワシントン、ジョージ・マクギニス、ラリー・ケノン、アーニー・ディグレゴリオ、ロン・ベハーゲン、E・C・コールマン、のほか、後にNBAのヘッドコーチとなるジョージ・カールやジム・オブライエンらが指名を受けている。

### その他
- ボルチモア・ブレッツはメリーランド州ボルティモアからワシントンD.C.に本拠地を移し、キャピタル・ブレッツ（後のワシントン・ウィザーズ）と改称した。
- NBAのテレビ中継はABCからCBSに変わった。CBSとの契約は1990年まで続く。ABCとの契約が続いていた1972年当時、テレビ中継による収益は各チームに32万5000ドルが分配されたが、CBSとの契約に変わってからは53万5000ドルに達した。

## シーズン

### オールスター
- 開催日：1月15日
- 開催地：シアトル
- オールスターゲーム　ウエスト 134－123 イースト
- MVP：ボブ・レイニア　（キャピタル・ブレッツ）

### イースタン・カンファレンス
| チーム                   | 勝 | 負 | 勝率 | ゲーム差 |
| ------------------------ | -- | -- | ---- | -------- |
| ボストン・セルティックス | 56 | 26 | .683 | -        |
| ニューヨーク・ニックス   | 49 | 33 | .598 | 7        |
| バッファロー・ブレーブス | 42 | 40 | .512 | 14       |
| フィラデルフィア・76ers  | 25 | 57 | .305 | 31       |

| チーム                         | 勝 | 負 | 勝率 | ゲーム差 |
| ------------------------------ | -- | -- | ---- | -------- |
| キャピタル・ブレッツ           | 47 | 35 | .573 | -        |
| アトランタ・ホークス           | 35 | 47 | .427 | 12       |
| ヒューストン・ロケッツ         | 32 | 50 | .390 | 15       |
| クリーブランド・キャバリアーズ | 29 | 53 | .354 | 18       |

### ウエスタン・カンファレンス
| チーム                          | 勝 | 負 | 勝率 | ゲーム差 |
| ------------------------------- | -- | -- | ---- | -------- |
| ミルウォーキー・バックス        | 59 | 23 | .720 | -        |
| シカゴ・ブルズ                  | 54 | 28 | .659 | 5        |
| デトロイト・ピストンズ          | 52 | 30 | .634 | 7        |
| カンザスシティ=オマハ・キングス | 33 | 49 | .402 | 26       |

| チーム                             | 勝 | 負 | 勝率 | ゲーム差 |
| ---------------------------------- | -- | -- | ---- | -------- |
| ロサンゼルス・レイカーズ           | 47 | 35 | .573 | -        |
| ゴールデンステート・ウォリアーズ   | 44 | 38 | .537 | 3        |
| シアトル・スーパーソニックス       | 36 | 46 | .439 | 11       |
| フェニックス・サンズ               | 30 | 52 | .366 | 17       |
| ポートランド・トレイルブレイザーズ | 27 | 55 | .329 | 20       |

### スタッツリーダー
| 部門       | 選手                     | チーム                             | AVG  |
| ---------- | ------------------------ | ---------------------------------- | ---- |
| 得点       | ボブ・マカドゥー         | バッファロー・ブレーブス           | 30.6 |
| リバウンド | エルヴィン・ヘイズ       | キャピタル・ブレッツ               | 18.1 |
| アシスト   | アーニー・ディグレゴリオ | バッファロー・ブレーブス           | 8.2  |
| スティール | ラリー・スティール       | ポートランド・トレイルブレイザーズ | 2.68 |
| ブロック   | エルモア・スミス         | ロサンゼルス・レイカーズ           | 4.85 |
| FG%        | ボブ・マカドゥー         | バッファロー・ブレーブス           | .547 |
| FT%        | アーニー・ディグレゴリオ | バッファロー・ブレーブス           | .902 |

※このシーズンからスティール数、ブロックショット数も公式に記録されるようになった。

### 各賞
- 最優秀選手: カリーム・アブドゥル＝ジャバー, ミルウォーキー・バックス
- ルーキー・オブ・ザ・イヤー, アーニー・ディグレゴリオ, バッファロー・ブレーブス
- 最優秀コーチ賞: レイ・スコット, デトロイト・ピストンズ

- All-NBA First Team:
  - カリーム・アブドゥル＝ジャバー, ミルウォーキー・バックス
  - リック・バリー, ゴールデンステート・ウォリアーズ
  - ジョン・ハブリチェック, ボストン・セルティックス
  - ウォルト・フレイジャー, ニューヨーク・ニックス
  - ゲイル・グッドリッチ, ロサンゼルス・レイカーズ

- All-NBA Rookie Team:
  - アーニー・ディグレゴリオ, バッファロー・ブレーブス
  - ニック・ウェザースプーン, キャピタル・ブレッツ
  - マイク・バントム, フェニックス・サンズ
  - ジョン・ブラウン, アトランタ・ホークス
  - ロン・ベハーゲン, カンザスシティ=オマハ・キングス

- NBA All-Defensive First Team:
  - デイブ・ディバッシャー, ニューヨーク・ニックス
  - ジョン・ハブリチェック, ボストン・セルティックス
  - カリーム・アブドゥル＝ジャバー, ミルウォーキー・バックス
  - ノーム・ヴァン・ライアー, シカゴ・ブルズ
  - ウォルト・フレイジャー, ニューヨーク・ニックス
  - ジェリー・スローン, シカゴ・ブルズ

### シーズン概要
- リーグ最激戦区のミッドウエスト・デビジョンはこのシーズンも3チームが50勝以上を達成。シカゴ・ブルズはジェリー・スローンとノーム・ヴァン・ライアーら好ディフェンダーを揃えリーグ有数のディフェンス力を誇ったが、4シーズン連続でカリーム・アブドゥル＝ジャバー率いるミルウォーキー・バックスの後塵を拝した。デイブ・ビン、ボブ・レイニアらが率いるデトロイト・ピストンズはチーム史上初の50勝以上を達成。
- バッファロー・ブレーブスは前季のボブ・マカドゥーに続きアーニー・ディグレゴリオと2年連続で新人王を獲得。ディグレゴリオは新人ながらアシスト王とフリースロー成功率1位の二冠を達成し、ボブ・マカドゥーは得点王に輝いた。2人の強力な新人に加え、このシーズンにはロサンゼルス・レイカーズから33連勝戦士の一人であるジム・マクミリアンを獲得し、チーム創部4年目にして初の勝率5割以上を達成し、プレーオフにも初出場を果たした。

## プレーオフ・ファイナル
|  | カンファレンス準決勝 | カンファレンス準決勝 | カンファレンス準決勝 |                |   | カンファレンス決勝 | カンファレンス決勝 | カンファレンス決勝 |  |  | ファイナル | ファイナル | ファイナル |
|  |                      |                      |                      |                |   |                    |                    |                    |  |  |            |            |            |
|  | 1                    | バックス             | 4                    |                |   |                    |                    |                    |  |  |            |            |            |
|  | 4                    | レイカーズ           | 1                    |                |   |                    |                    |                    |  |  |            |            |            |
|  | 4                    | レイカーズ           | 1                    |                | 1 | バックス           | 4                  |                    |  |  |            |            |            |
|  | Western Conference   |                      |                      |                | 1 | バックス           | 4                  |                    |  |  |            |            |            |
|  |                      |                      | 2                    | ブルズ         | 0 |                    |                    |                    |  |  |            |            |            |
|  | 3                    | ピストンズ           | 2                    | ブルズ         | 0 | 3                  |                    |                    |  |  |            |            |            |
|  | 3                    | ピストンズ           |                      |                |   | 3                  |                    |                    |  |  |            |            |            |
|  | 2                    | ブルズ               | 4                    |                |   |                    |                    |                    |  |  |            |            |            |
|  |                      |                      |                      |                |   |                    |                    |                    |  |  | 1          | バックス   | 3          |
|  |                      |                      | 1                    | セルティックス | 4 |                    |                    |                    |  |  |            |            |            |
|  | 1                    | セルティックス       | 4                    |                |   |                    |                    |                    |  |  |            |            |            |
|  | 4                    | ブレーブス           | 2                    |                |   |                    |                    |                    |  |  |            |            |            |
|  | 4                    | ブレーブス           | 2                    |                | 1 | セルティックス     | 4                  |                    |  |  |            |            |            |
|  | Eastern Conference   |                      |                      |                | 1 | セルティックス     | 4                  |                    |  |  |            |            |            |
|  |                      |                      | 2                    | ニックス       | 1 |                    |                    |                    |  |  |            |            |            |
|  | 3                    | ブレッツ             | 2                    | ニックス       | 1 | 3                  |                    |                    |  |  |            |            |            |
|  | 3                    | ブレッツ             |                      |                |   | 3                  |                    |                    |  |  |            |            |            |
|  | 2                    | ニックス             | 4                    |                |   |                    |                    |                    |  |  |            |            |            |

ボストン・セルティックス 4-3 ミルウォーキー・バックス　（ファイナル）
- Game 1- セルティックス 95-83 バックス
- Game 2- バックス 105-96 セルティックス
- Game 3- セルティックス 95-83 バックス
- Game 4- バックス 97-89 セルティックス
- Game 5- セルティックス 96-87 バックス
- Game 6- バックス 102-101 セルティックス
- Game 7- セルティックス 102-87 バックス
- ファイナルMVP：ジョン・ハブリチェック

### セルティックスの復権
ビル・ラッセルの引退と共に優勝から遠ざかっていたボストン・セルティックスの復興は思いのほか早いものだった。八連覇時代を知るジョン・ハブリチェックに、セルティックス復興の立役者であるデイブ・コーウェンス、ジョジョ・ホワイトらが主力を担い、1971-72シーズンにはニューヨーク・ニックスからデビジョン王者の座を奪回。それでもプレーオフではウィリス・リードとウォルト・フレイジャー擁するニックスの前に敗退を繰り返していたが、1970年代に入ってカンファレンス決勝3度目の対決となったこのシーズンはニックスのウィリス・リードとデイブ・ディバッシャーが故障に見舞われたこともあり、セルティックスが4勝1敗でニックスを退けて5年ぶりにファイナルに進出した。
ミルウォーキー・バックスはキャリア末期を迎えたオスカー・ロバートソンにかわって先発ポイントガードを務めるようになったルーシャス・アレンがシーズン中に負傷し、プレーオフを全休するというアクシデントに見舞われたが、3度目のMVPを受賞したカリーム・アブドゥル＝ジャバーの活躍でプレーオフを8勝1敗の圧倒的強さで勝ち抜き、3年ぶり2度目の優勝を狙ってファイナルに挑んだ。
カンファレンストーナメントではさして大きな問題とならなかったバックスのルーシャス・アレン不在は、セルティックスとの対決で一気に表面化した。セルティックスは35歳のオスカー・ロバートソンとロン・ウィリアムスの不完全なバックスのバックコート陣を徹底的に突き、序盤にリードを奪ってからは一度も追い付かれることなく95-83で第1戦を勝利した。続く第2戦はカリーム・アブドゥル＝ジャバーとボブ・ダンドリッジの活躍で延長戦の末105-96でバックスが勝利。第3戦はセルティックスのデイブ・コーウェンスがファウルトラブルに見舞われながらも30得点をあげ、さらにコーウェンスのバックアップを務めた伏兵ヘンリー・フィンケルが26得点を記録。セルティックスの強力なプレスはバックスに27回のターンオーバーを強い、95-83でセルティックスが第3戦を勝利した。
セルティックスの強力なゾーンプレスに苦しみ、さらにシューティングガードのジョン・マクグロックリンの負傷でさらにバックコートの駒を失ったバックスは、ここまで殆ど出番のなかったミッキー・デイビスに助けを求めた。デイビスはチームの期待に応えて15得点を記録し、ジャバーも34得点をあげてバックスは97-89でセルティックスを破った。第5戦は96-87でセルティックスが勝利し、セルティックスがいよいよ優勝に王手を掛けた。後が無くなったバックスは第6戦でダブルオーバータイムにもつれた末、最後はジャバーの妙技「スカイフック」が劇的な決勝点となって102-101でバックスが辛くも勝利した。
セルティックスが1勝リードしてはバックスが勝敗をタイに戻し、うち2試合はオーバータイムまでもつれると言う激戦となったファイナルは、第7戦をセルティックスが102-87でものにし、5年ぶり12回目、ビル・ラッセルが引退して以来初となる優勝を決めた。ファイナルMVPにはセルティックス10年目にして7度目の優勝を手にしたジョン・ハブリチェックが選ばれた。
1970年代前半随一の強豪チームであるミルウォーキー・バックスは、この2度目のファイナル進出を最後に優勝戦線から遠ざかり低迷期に入る。当時リーグ最高峰の選手だったカリーム・アブドゥル=ジャバーは1975年にはバックスを去ってしまう。

## ラストシーズン
前々季のエルジン・ベイラー、前季のウィルト・チェンバレンに続き、このシーズンは1960年代から1970年代前半に掛けてのNBAを彩ったスター選手が大挙してNBAを去った年だった。個性豊かな巨星たちが次々とNBAから去っていったことも、NBA人気の停滞へと繋がった。
- ディック・バーネット　（1959-74） 1950年代からNBAでプレイした最後の選手。
- ジェリー・ウェスト　（1960-74）　ロサンゼルス・レイカーズはベイラー、チェンバレンに続きまたしても偉大な選手を失うこととなった。ラストシーズンは故障に苦しみ、31試合のみ出場に留まったが、20.3得点6.6アシストを記録、ルーキーイヤー以外の全13シーズンでアベレージ20得点オーバーを達成した。引退後はヘッドコーチとしてレイカーズで采配を振り、その後もレイカーズのフロント職を歴任した。
- オスカー・ロバートソン　（1960-74）　ジェリー・ウェストと同じ年にNBA入りし、ウェストと同じ年に引退した。ラストシーズンは12.7得点6.4アシストの成績だった。引退後は解説者に転向。彼の業績を記念して、カレッジバスケではオスカー・ロバートソン賞が設立された。

豊富なタレントを誇り、1970年代に2度の優勝を果たしたニューヨーク・ニックスは、多くの主力メンバーが引退した。
- デイブ・ディバッシャー　（1962-74）　引退後、NBAのライバルリーグABAのコミッショナーに就任。
- ジェリー・ルーカス　（1963-74）　引退後は作家、教育者として活躍。
- ウィリス・リード　（1964-74） キャリア最後の3シーズンは故障に苦しんだ。引退後はニックスのヘッドコーチを務めた後、各球団のフロント職を歴任している。